# Propriété privée (film, 1962)
Pour les articles homonymes, voir Propriété privée (homonymie).
Pour plus de détails, voir Fiche technique et Distribution.
Propriété privée (Yksityisalue) est un film finlandais réalisé par Maunu Kurkvaara, sorti en 1962.

## Synopsis
Un célèbre architecte est retrouvé mort dans sa maison en hiver. Son entourage affirme qu'il est mort d'une crise cardiaque, mais il s'est en fait suicidé.

## Fiche technique
- Titre original : Yksityisalue
- Réalisateur : Maunu Kurkvaara
- Scénario : Maunu Kurkvaara
- Producteur : Maunu Kurkvaara
- Photographie : Maunu Kurkvaara
- Musique : Usko Meriläinen
- Montage : Maunu Kurkvaara
- Genre : Drame[2]
- Durée : 83 minutes
- Date de sortie : 5 octobre 1962

## Distribution
- Sointu Angervo : Soili
- Kyllikki Forssell : Margit Koski
- Kaarlo Halttunen : Carlstedt
- Sinikka Hannula : Kaisu
- Jarno Hiilloskorpi : Pentti Vaara
- Esko Mannermaa : Juge Salin
- Kalervo Nissilä : Toivo Koski
- Pehr-Olof Sirén : Mäkelä
- Tauno Söder : Rape Sollman

## Distinctions
- 1963 : Nommé pour l'Ours d'Or au Festival international du film de Berlin
- 1963 : Jussi Award de la meilleure musique pour Usko Meriläinen[3]